# Prays oleae
A Prays oleae, comummente conhecida como traça-da-oliveira, é uma espécie de insetos lepidópteros, mais especificamente de traças, pertencente à família Praydidae.
A autoridade científica da espécie é Bernard, tendo sido descrita no ano de 1788.
Trata-se de uma espécie presente no território português, conhecida por ser uma praga para as espécies oleáceas.

## Bioecologia
A traça-da-oliveira tem três gerações por ano e cada uma afeta um órgão específico das oliveiras.
A primeira geração, designada geração filófaga, alimenta-se das folhas da oliveira, escavando túneis serpentiformes na epiderme da folha à medida que vai comendo. Os danos provocados pelas lagartas, nesta geração, são mais significativos nas oliveiras jovens, porquanto podem prejudicar o desenvolvimento da ramificação e do crescimento vertical da planta.
Sucede-lhe a segunda geração, denominada geração antófaga, que se alimenta dos botões florais e das flores das oliveiras, o que pode resultar no abortar das flores, cominuição da floração e, por conseguinte, a frutificação da oliveira.  A alimpadura das lagartas desta geração é dificultada pelos fios sedosos, que se emaranham nos excrementos em em pétalas secas.
Remata tudo na terceira geração, crismada geração carpófaga, na qual a larva, ao eclodir, penetra diretamente no caroço da azeitona, alimentando-se do mesmo. Ulteriormente, quando sai do fruto, na altura de urdir a crisálida, para se poder metamorfosear em adulto, a larva também produz estragos no fruto. A larva costuma abrir um orifício no ponto de junção entre o pedúnculo e a azeitona, o que faz com que o fruto caia.
As lagartas que se alimentaram das folhas hibernam, formam crisálidas e metamorfoseiam-se em adultos na altura da Primavera, já a partir do final de Março. De seguida, começam com as posturas dos ovos ao pé dos botões florais, idealmente no cálice.
De seguida, dá-se a eclosão dos ovos, de onde nascem as lagartas, que depois se alimentam dos botões florais, começando pelas anteras, para depois passarem ao estigma, ao estilete e ao ovário, acabando por consumir a flor inteira.
Depois deste ciclo, tornam-se adultas, já por volta de Maio e Junho, mas desta vez põem os ovos nos frutos da oliveira, quando estão ainda em formação. Depois, as lagartas da terceira geração nascem e tratam de escarafunchar pelos frutos adentro, para se alimentarem do caroço. Quando tiverem comido o suficiente, transformam-se em adultos, que, por seu turno, vão pôr os ovos juntos às folhas da oliveira, reiniciando o ciclo geracional.

## Perigos para a espécie
A nocividade da traça-da-oliveira é condicionada por vários factores, dos quais se destacam: as condições climatéricas; o estado fenológico da cultura e a presença e abundância de espécies auxiliares.
No que toca à temperatura, se as for superior a 30 °C, especialmente se houver valores de humidade relativa baixos, pode dar-se uma elevada mortalidade nos ovos e nas larvas recém-eclodidas.

Quanto às espécies parasitóides e predadoras, conhecida como fauna auxiliar indígena no âmbito da olivicultura, destacam-se a Ageniaspis fuscicollis e a Chelonus eleaphilus.